# Shy Girls
Ден Відмар (англ. Dan Vidmar, Стейт-Коледж, США) — відоміший як Shy Girls, американський музикант, продюсер та Автор-виконавець у стилі альтернативного ритм-енд-блюзу. Його дебютний EP під назвою Timeshare був випущений 2013 року та був активно обговорюваний у мережі інтернет. Протягом 2014 року виступав на розігрівах у Haim, Maxwell та Little Dragon, а також на таких фестивалях як Lollapalooza та MusicfestNW. Брав участь у записі пісні «All We Need» для другого альбому гурту Odesza.

## Життя та кар'єра
Народився у Стейт-Коледж, Пенсільванія, США. Навчався в Університеті штату Пенсильванія, де отримав диплом з психології. Перед тим, як переїхати до Портленда, грав класичний рок у одному з барів.

### Timeshare
2013 року записав свій перший сингл «Under Attack» та залив його на Soundcloud. Журнал Pitchfork назвав його «захоплюючим», «руйнівним повільним ритмом, який знає затримувати насолоду». В жовтні 2013 року випустив дебютний EP Timeshare, отримавши схвальні відгуки від музичних експертів.
Після випуску альбому провів тур з такими артистами як Haim, Maxwell та Little Dragon, де він виступав на розігріві.

### 4WZ Mixtape
4 лютого 2015 року випустив альбом міксів з 13 композиціями.

## Дискографія

### Альбоми
- Salt (2017)
- Bird on the Wing (2019)

### EP
- Timeshare (2013)